# 冒険喜劇 大出世
『冒険喜劇 大出世』（La Course à l'échalote）は1975年のフランスの映画。ドジな銀行員が捲き起こす騒動を描いた喜劇作品。監督はクロード・ジディ、出演はピエール・リシャールやジェーン・バーキンなど。
1974年の映画『おかしなおかしな高校教師』と多くのスタッフが共通している。

## キャスト
※括弧内は日本語吹替（初回放送1981年9月7日『月曜ロードショー』）
- ピエール：ピエール・リシャール（山田康雄）
- ジャネット：ジェーン・バーキン（松金よね子）
- バーネット：ミシェル・オーモン
- マーク：マーク・ドルニッツ
- ギュンター：アマデウス・オーガスト

## スタッフ
- 監督：クロード・ジディ
- 製作：クリスチャン・フェシュネール
- 製作総指揮：ピエール・グルンステイン
- 脚本：クロード・ジディ、ミシェル・ファブル、ジャン＝リュック・ヴルフォフ
- 撮影：アンリ・ドカエ
- 音楽：ウラディミール・コスマ